# Relentless Retribution
Relentless Retribution es el sexto álbum de estudio de la banda Filipino-Americana de Thrash metal Death Angel y editado por Nuclear Blast

## Lista de canciones
| N.º | Título                             | Duración |  |
| 1.  | «Relentless Revolution»            | 4:28     |  |
| 2.  | «Claws In So Deep»                 | 7:44     |  |
| 3.  | «Truce»                            | 3:31     |  |
| 4.  | «Into The Arms Of Righteous Anger» | 4:31     |  |
| 5.  | «River Of Rapture»                 | 4:35     |  |
| 6.  | «Absence Of Light»                 | 4:32     |  |
| 7.  | «This Hate»                        | 3:33     |  |
| 8.  | «Death Of the Meek»                | 5:15     |  |
| 9.  | «Opponents At Sides»               | 6:21     |  |
| 10. | «I Chose The Sky»                  | 4:06     |  |
| 11. | «Volcanic»                         | 3:34     |  |
| 12. | «Where They Lay»                   | 4:30     |  |

- Datos: Q1574923